# Западный луговой трупиал
Западный луговой трупиал (лат. Sturnella neglecta) — североамериканская певчая птица семейства трупиаловых.

## Описание
Западный луговой трупиал длиной 25 см. Верхняя часть тела бурая с чёрными пестринами, нижняя — жёлтая с белыми боками. Характерными признаками являются тёмная полоса через глаза и чёрная v-образная полоса на груди. От похожего восточного лугового трупиала отличается флейтовым мелодичным пением, которое абсолютно иное, нежели свистящие призывы восточного лугового трупиала.

## Распространение
Западный луговой трупиал живёт на лугах, пашнях и склонах на юге Канады и в дальних районах США, реже на востоке. На зимовку он мигрирует до Центральной Мексики.

## Поведение
В маленьких стаях птица ищет на земле беспозвоночных, ягоды и семена, в то время как отдельные особи часто сидят в наблюдательных пунктах.

## Размножение
Западный луговой трупиал строит чашеобразное гнездо с куполообразной крышей в густой растительности на земле. В кладке от 3 до 7 яиц, которую самка высиживает примерно 2 недели. Самец защищает участок и иногда помогает в кормлении выводка. Часто у самца сразу две партнёрши в одно и то же время.